# Imblattella fratercula
Imblattella fratercula är en kackerlacksart som först beskrevs av Morgan Hebard 1916.  Imblattella fratercula ingår i släktet Imblattella och familjen småkackerlackor. Inga underarter finns listade i Catalogue of Life.